# Auto EC (PB)
Der Auto Esporte Clube ist ein Sportverein aus João Pessoa, im brasilianischen Bundesstaat Paraíba.

## Geschichte
Die Gründung des Auto Esporte Clube steht in direktem Zusammenhang mit der Gründung des Centro dos Chauffeurs da Parahyba do Norte, dem Zentrum der Chauffeure des Nordens von Parahyba. Dieses wurde in den 1920er Jahren von dem spanischen Einwanderer Boluciano Perez und anderen Partnern gegründet. Zu Beginn des 20. Jahrhunderts wurden in fast allen brasilianischen Hauptstädten Vereinigungen von Arbeitern gegründet, die mit dem Handwerk des Fahrzeugführers verbunden waren. Die Tätigkeiten reichten vom Autofahren selbst bis hin zum Besitz von Plätzen und Autowerkstätten. Diese Clubs wurden zu gegenseitigen Hilfs- und Wohltätigkeitsvereinen.

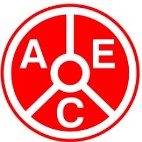
Erstes Klublogo

Über diesen Weg wurde Auto am 7. September 1936 im Wesentlichen von Taxifahrern gegründet, was die Entstehung seines Namens, seines Schildes (ein Lenkrad) und seines Maskottchens, des Affen, erklärt. Ein verstellbarer Schraubenschlüssel wird in Brasilien auch als Macaco (Affe) bezeichnet. Anfangs spielten nur Taxifahrer im Team.

## Herrenmannschaft
Mit dem Antritt bei der Staatsmeisterschaft von Paraíba 1938 begann Auto seine Aktivitäten im Profifußball. Man debütierte am 3. April beim Botafogo FC (PB) mit einem 1:1–Unentschieden und schloss die Meisterschaft als Dritter bei sieben Teilnehmern ab. Bereits im Folgejahr gelang dem Klub seiner erster Titelgewinn in der Staatsmeisterschaft. Hierbei kam es zu der Besonderheit. Nachdem der Brasil Sport Club sein Treffen gegen Auto kampflos aufgab, stand der Klub vorzeitig als Meister fest. Daraufhin wurden die letzten sieben Spiele der Meisterschaft nicht mehr ausgetragen.
1958 gewann Auto die Meisterschaft zum dritten Mal. Der Sieg qualifizierte den Klub zur Teilnahme am Taça Brasil 1959, einem der ersten nationalen Meisterschaftsturniere Brasiliens. Die Taça Brasil (Brasilien-Pokal) wurde vom Brasilianischen Sportverband, dem CBD, ausgerichtet, um allen Vereinen Brasiliens die gleiche Chance zu geben an dem neugeschaffenen Südamerikapokal der Vereinsmannschaften, der Copa Libertadores, die 1960 ihren Spielbetrieb aufnahm, teilzunehmen. 2010 erkannte der nationale Verband dieses Turnier als Meisterschaft an. Auto empfing am 23. August in der Gruppe Norte den Sport Recife. Man unterlag mit 0:3, wurde auch im zweiten Spiel mit 2:5 besiegt und schied aus.
Dieses blieb bis heute (Stand 2025) der einzige Auftritt in der obersten Liga Brasilien. In der Staatsmeisterschaft hingegen tritt der Klub mit kurzen Unterbrechungen bis heute an. Über gute Platzierungen in der Staatsmeisterschaft nahm der Klub an Austragungen des Copa Brasil, dem nationalen Pokal, teil. Das erste Mal beim Copa do Brasil 1991. Hier musste man in der ersten Runde gegen den Fluminense de Feira FC antreten, dem Vizestaatsmeister von Bahia. Beide Partien gingen mit 0:1 verloren.
2022 war Auto einer von 16 Klubs, welcher von der Staatsanwaltschaft von Paraíba verklagt wurde. In der Klage ging es um Unregelmäßigkeiten im Programm Gol de Placa, einem Programm, von dem die Fußballvereine des Bundesstaates zwischen 2014 und 2019 profitierten. Neben Auto wurden der Santa Cruz REC, Atlético Cajazeirense, Botafogo FC (PB), Campinense Clube, CS Paraibano, AD Guarabira, EC de Patos, Internacional EC (PB), São Paulo Crystal FC, Miramar EC, Nacional AC (Patos), Serra Branca EC, Grêmio Recreativo Serrano, Sousa EC und FC Treze. Von Januar 2015 bis Dezember 2018 soll es durch Korruption zu einem Schaden in Höhe von 12,8 Millionen Real gekommen sein.

### Herren Teilnahme an Fußballwettbewerben
| Wettbewerb                          | Teilnahmen                                                                                    |
| ----------------------------------- | --------------------------------------------------------------------------------------------- |
| Série A                             | 01× – 1959                                                                                    |
| Copa do Brasil                      | 03× – 1991, 1993, 2012                                                                        |
| Série B                             | 02× – 1991, 1992                                                                              |
| Série C                             | 04× – 1981, 1988, 1992, 1993                                                                  |
| Staatsmeisterschaft                 | 71× – 1938–1942, 1947–1950, 1952–1962, 1964–1965, 1969–2004, 2007, 2010–2018, 2022–2023, 2025 |
| Staatsmeisterschaft Segunda Divisão | 08× – 1968, 2005–2006, 2008–2009, 2019, 2021, 2024                                            |
| Staatspokal                         | 02× – 2009, 2011                                                                              |

### Erfolge
- Staatsmeisterschaft von Paraíba: 1939, 1956, 1958, 1987, 1990, 1992
- Staatsmeisterschaft von Paraíba – Segunda Divisão: 1968, 2006, 2024
- Staatspokal von Paraíba: 2011

## Frauenmannschaft
Für Auto trat auch eine Damenmannschaft in der entsprechenden Staatsmeisterschaft von Paraíba an. Als Wettbewerbssiegerin 2019 nahm die Mannschaft an der Campeonato Brasileiro de Futebol Feminino 2020 - Série A2, der zweiten nationalen Liga, teil. In dem Turnier trat der Klub in der Gruppe C an. Gegen seine fünf Gegner musste man jeweils einmal antreten. Die besten Zwei zogen ins Achtelfinale ein. Auto bestritt seine erste Partie am 15. März 2020 beim Náutico Capibaribe. Das Debüt war mit einem 3:1 erfolgreich, zugleich aber auch der einzige Sieg. Am Ende stand noch ein Unentschieden als Punktgewinn zu Buche. Auto belegte den fünften Platz und schied aus. Im Gesamtklassement belegte der Klub den 24. Platz bei 36 Teilnehmern. Ein Bestand des Teams ist nicht nachgewiesen.

### Frauen Teilnahme an Fußballwettbewerben
| Wettbewerb          | Teilnahmen                              |
| ------------------- | --------------------------------------- |
| Série A2            | 2020                                    |
| Staatsmeisterschaft | mind. 5× – 2008, 2011, 2017, 2019, 2020 |

### Frauen Erfolge
- Staatsmeisterschaft von Paraíba: 2019
- Staatsmeisterschaft von Paraíba – Vizemeister: 2011, 2020